# Mawu (mitologija)
Mawu, tudi Mawa je bog neba in bog stvarnik pri Evejcih v Beninu, Gani in Togu ter boginja meseca in stvarnica pri Fonih v Beninu. 
Mawu je ljudem za spovednike ustvaril duhove t. i. »božje otroke« imenovane mawuvike. Mawa (tista, ki prekaša vse) pa je ženski vidik dvospolnega božanstva kot npr. Mawu-Lisa, oziroma dvojčica boga sonca, ki skrbi za makrokozmos ter zastopa zahod sonca, noč, temo in mraz, pa tudi modrost in milino